# 大学野球全国大会歴代優勝校
大学野球全国大会歴代優勝校（だいがくやきゅうぜんこくたいかいれきだいゆうしょうこう）は、日本の大学野球の全国大会で優勝した大学を競技種目・年度別にまとめたものである。
| 年度   | 全日本大学野球選手権大会     | 明治神宮野球大会             |
| ------ | ---------------------------- | ---------------------------- |
| 1952年 | 慶應義塾大（初）             |                              |
| 1953年 | 立教大（初）                 |                              |
| 1954年 | 明治大（初）                 |                              |
| 1955年 | 明治大（2）                  |                              |
| 1956年 | 関西大（初）                 |                              |
| 1957年 | 立教大（2）                  |                              |
| 1958年 | 立教大（3）                  |                              |
| 1959年 | 早稲田大（初）               |                              |
| 1960年 | 法政大（初）                 |                              |
| 1961年 | 日本大（初）                 |                              |
| 1962年 | 法政大（2）                  |                              |
| 1963年 | 慶應義塾大（2）              |                              |
| 1964年 | 駒澤大（初）                 |                              |
| 1965年 | 専修大（初）                 |                              |
| 1966年 | 日本大（2）                  |                              |
| 1967年 | 中央大（初）                 |                              |
| 1968年 | 法政大（3）                  |                              |
| 1969年 | 東海大（初）                 |                              |
| 1970年 | 中京大（初）                 | 東海大（初）                 |
| 1971年 | 亜細亜大（初）               | 日本大（初）                 |
| 1972年 | 関西大（2）                  | 関西大（初）                 |
| 1973年 | 中央大（2）                  | 駒澤大（初）                 |
| 1974年 | 早稲田大（2）                | 中央大（初）                 |
| 1975年 | 駒澤大（2）                  | 明治大（初）                 |
| 1976年 | 東海大（2）                  | 法政大（初）                 |
| 1977年 | 駒澤大（3）                  | 法政大（2）                  |
| 1978年 | 明治大（3）                  | 同志社大（初）               |
| 1979年 | 中央大（3）                  | 明治大（2）                  |
| 1980年 | 明治大（4）                  | 日本体育大（初）             |
| 1981年 | 明治大（5）                  | 法政大（3）                  |
| 1982年 | 法政大（4）                  | 東海大（2）                  |
| 1983年 | 駒澤大（4）                  | 東海大（3）                  |
| 1984年 | 法政大（5）                  | 駒澤大（2）                  |
| 1985年 | 法政大（6）                  | 慶應義塾大（初）             |
| 1986年 | 東洋大（初）                 | 愛知工業大（初）             |
| 1987年 | 慶應義塾大（3）              | 筑波大（初）                 |
| 1988年 | 近畿大（初）                 | 昭和天皇御不例のため中止     |
| 1989年 | 近畿大（2）                  | 近畿大（初）                 |
| 1990年 | 亜細亜大（2）                | 同志社大（2）                |
| 1991年 | 東北福祉大（初）             | 愛知学院大（初）             |
| 1992年 | 駒澤大（5）                  | 慶應義塾大（2）              |
| 1993年 | 青山学院大（初）             | 駒澤大（3）                  |
| 1994年 | 駒澤大（6）                  | 東亜大（初）                 |
| 1995年 | 法政大（7）                  | 明治大（3）                  |
| 1996年 | 青山学院大（2）              | 明治大（4）                  |
| 1997年 | 近畿大（3）                  | 近畿大（2）                  |
| 1998年 | 近畿大（4）                  | 亜細亜大（初）               |
| 1999年 | 青山学院大（3）              | 九州共立大（初）             |
| 2000年 | 亜細亜大（3）                | 慶應義塾大（3）              |
| 2001年 | 東海大（3）                  | 駒澤大（4）                  |
| 2002年 | 亜細亜大（4）                | 亜細亜大（2）                |
| 2003年 | 日本文理大（初）             | 東亜大（2）                  |
| 2004年 | 東北福祉大（2）              | 東亜大（3）                  |
| 2005年 | 青山学院大（4）              | 九州産業大（初）             |
| 2006年 | 大阪体育大（初）             | 亜細亜大（3）                |
| 2007年 | 早稲田大（3）                | 東洋大（初）                 |
| 2008年 | 東洋大（2）                  | 東洋大（2）                  |
| 2009年 | 法政大（8）                  | 立正大（初）                 |
| 2010年 | 東洋大（3）                  | 早稲田大（初）               |
| 2011年 | 東洋大（4）                  | 明治大（5）                  |
| 2012年 | 早稲田大（4）                | 桐蔭横浜大（初）             |
| 2013年 | 上武大（初）                 | 亜細亜大（4）                |
| 2014年 | 東海大（4）                  | 駒澤大（5）                  |
| 2015年 | 早稲田大（5）                | 亜細亜大（5）                |
| 2016年 | 中京学院大（初）             | 明治大（6）                  |
| 2017年 | 立教大（4）                  | 日本体育大（2）              |
| 2018年 | 東北福祉大（3）              | 立正大（2）                  |
| 2019年 | 明治大（6）                  | 慶應義塾大（4）              |
| 2020年 | 新型コロナウイルスのため中止 | 新型コロナウイルスのため中止 |
| 2021年 | 慶應義塾大（4）              | 中央学院大（初）             |
| 2022年 | 亜細亜大（5）                | 明治大（7）                  |
| 2023年 | 青山学院大（5）              | 慶應義塾大（5）              |
| 2024年 | 青山学院大（6）              | 青山学院大(初）              |

| 連盟名               | 全日本大学野球選手権大会 優勝回数 | 明治神宮野球大会 優勝回数 |
| -------------------- | --------------------------------- | ------------------------- |
| 東京六大学野球連盟   | 26回                              | 16回                      |
| 東都大学野球連盟     | 26回                              | 17回                      |
| 関西学生野球連盟     | 6回                               | 5回                       |
| 首都大学野球連盟     | 4回                               | 6回                       |
| 仙台六大学野球連盟   | 3回                               | 0回                       |
| 愛知大学野球連盟     | 1回                               | 2回                       |
| 関甲新学生野球連盟   | 1回                               | 0回                       |
| 東海地区大学野球連盟 | 1回                               | 0回                       |
| 九州地区大学野球連盟 | 1回                               | 0回                       |
| 阪神大学野球連盟     | 1回                               | 0回                       |
| 中国地区大学野球連盟 | 0回                               | 3回                       |
| 福岡六大学野球連盟   | 0回                               | 2回                       |
| 神奈川大学野球連盟   | 0回                               | 1回                       |
| 千葉県大学野球連盟   | 0回                               | 1回                       |